# Cicurina pusilla
Cicurina pusilla là một loài nhện trong họ Dictynidae.
Loài này thuộc chi Cicurina. Cicurina pusilla được Eugène Simon miêu tả năm 1886.